# Technique de l'addition
La technique de l'addition permet de calculer le résultat d'une addition à deux opérandes. Elle peut être étendue à des additions à n opérandes.
Les deux nombres à additionner sont écrits l'un au-dessus de l'autre, en les alignant sur leur chiffre des unités.
L'addition se fait en ajoutant les valeurs des chiffres colonne par colonne, de droite à gauche. Lorsque la somme des chiffres d'une colonne dépasse 10, on note en bas de la colonne le chiffre des unités, le chiffre des dizaines étant inscrit en retenue (en) en haut de la colonne immédiatement à gauche. Lorsque toutes les colonnes ont été traitées, le résultat est atteint.
Exemple : addition de 1583 et de 55263
Colonne 1 :
```
    1583
+  55263
   -----
       6

```

Colonne 2 :
```
     1
    1583
+  55263
-------------
      46

```

Colonne 3 :
```
     1
    1583
+  55263
   -----
     846

```

Colonne 4 :
```
     1
    1583
+  55263
   -----
    6846

```

Colonne 5 :
```
     1
    1583
+  55263
   -----
   56846

```

Le résultat est donc 56846.